# Rivière Conn
Der Rivière Conn ist ein Zufluss der James Bay in der Region Jamésie im Westen der kanadischen Provinz Québec.

## Flusslauf
Das Quellgebiet des Rivière Conn liegt am gleichnamigen See Lac Conn, dessen Abfluss er bildet. Der Rivière Conn fließt in überwiegend westsüdwestlicher Richtung durch die Landschaft des Kanadischen Schilds und erreicht schließlich 12 km nördlich von Eastmain die Ostküste der James Bay. Der Rivière Conn hat eine Länge von 92 km. Er entwässert ein Areal von 1165 km².